# Cykl życiowy

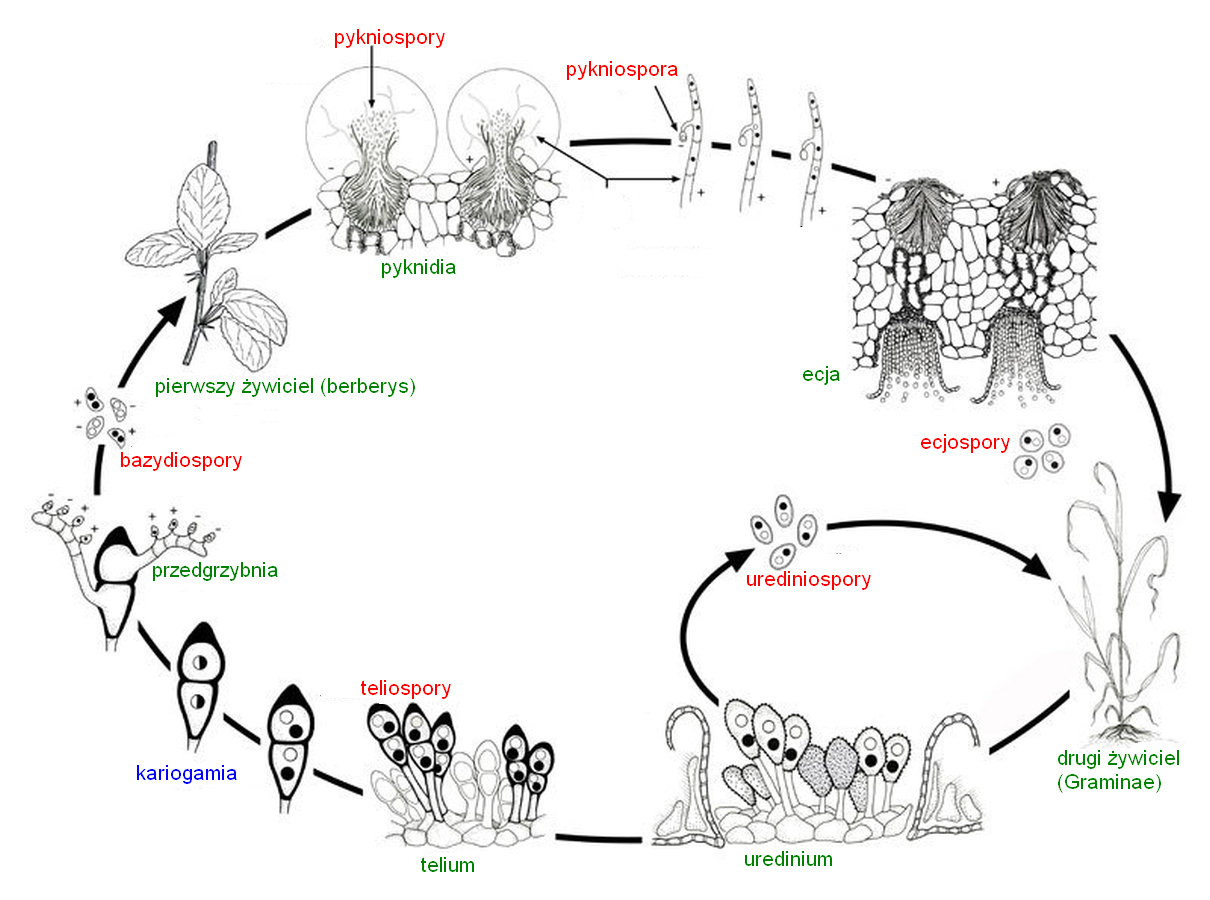
Cykl rozwojowy rdzy zbożowej

Cykl życiowy, cykl rozwojowy – proces przemian prowadzących do pełnego rozwoju organizmu od czasu jego powstania aż do śmierci. Zwykle skomplikowany cykl rozwojowy występuje u organizmów o niskim szczeblu organizacji ciała. Rytmika cyklów życiowych jest właściwością poszczególnych gatunków i opisywana jest z perspektywy taksonów, w odróżnieniu od ontogenezy dotyczącej poszczególnych osobników. W trakcie cyklu rozwojowego dochodzi zwykle do przemiany pokoleń.